# Klake (Kozje, Slovenija)
Klake je naselje u slovenskoj Općini Kozju. Klake se nalazi u pokrajini Štajerskoj i statističkoj regiji Savinjskoj. 

## Stanovništvo
Prema popisu stanovništva iz 2002. godine naselje je imalo 35 stanovnika.